# Seyed Mohammad Mahdi Hamdi
Seyed Mohammad Mahdi Hamdi ( 1963 - ) es un botánico, y profesor iraní, que desarrolla actividades científicas en el "Instituto de Investigación de Bosques y Pastizales", de Teherán; y profesor asistente en el Dto. de Biología, en la Facultad de Ciencia Islámica Azad, Universidad de Central Tehran branch.

## Algunas publicaciones
- Hamdi, S.M.M., Assadi, M., Maasoumi, A. A. 2008. Two new species of Linaria section Linaria (Scrophulariaceae-Antirrhineae) from Iran. Botanical Journal of the Linnean Society, 158: 734–742. doi: 10.1111/j.1095-8339.2008.00890.x
- ----------, ----------. 2009. Asparagus khorasanensis (Asparagaceae), a new species from Iran. Feddes Repertorium, 120: 419–425. doi: 10.1002/fedr.200911120
- ----------, ----------, Segarra-Moragues, J. G. 2010. Pollen morphology of Iranian species of Typha L. (Typhaceae) and its taxonomic significance. Feddes Repertorium, 121: 85–96. doi: 10.1002/fedr.200911130

### Libros
- S. M. M. Hamdi, M. Khatamsaz. 2003. Typhaceae. Nº 42 de Flora of Iran. Ed. Research Institute of Forests and Rangelands. 32 pp. ISBN 9644731603
- ----------, M. Assadi, A. A. Maassoumi. Flora of Iran. Ed. Ministry of Jihad-e-Agriculture, Agricultural Research, Education and Extention Organization, Research. 32 pp. ISBN 9644731603

- La abreviatura «Assadi» se emplea para indicar a Seyed Mohammad Mahdi Hamdi como autoridad en la descripción y clasificación científica de los vegetales.[1]